# Галиахметов, Адиль Казбекович
Адиль Казбекович Галиахметов (род. 16 ноября 1998 года, Уральск, Казахстан) — казахстанский шорт-трекист, участник зимних Олимпийских игр 2022 в Пекине. Окончил Уральский Западно-Казахстанский инженерно-технологический университет в области физической культуры и спорта. Мастер спорта международного класса, получил 11 марта 2021 года.

## Биография
Адиль Галиахметов в шорт-трек пришел давно, даже не помня в каком возрасте, но точно занимался с 11-летнего возраста. На первые занятия он пришёл сам, потому что просто хотел бесплатно покататься. В 2012 году он порезал левую ногу и сломал правую во время тренировки, после чего пропустил несколько месяцев в соревнованиях.
С 2015 года принимал участие на международном уровне среди юниоров. В январе 2017 года он участвовал на юниорском чемпионате мира в Инсбруке, где занял лучшее 15-е место на дистанции 1000 м, а в феврале дебютировал на этапе Кубка мира в Дрездене. Через год на чемпионате мира среди юниоров в Томашув-Мазовецком занял 15-е место в личном зачёте многоборья и 10-е в эстафете.
В марте 2019 года на чемпионате мира в Софии Адиль поднялся на 29-е место в общем зачёте. В ноябре занял 12-е место на дистанции 1500 м на Кубке мира в Нагое, и там же с командой занял 4-е место в эстафете. В 2021 году на чемпионате мира в Дордрехте стал 15-м в общем зачёте и занял 6-е место в эстафете. Следом на чемпионате Казахстана в Нур-Султане он выиграл на дистанциях 1000 м, 1500 м и 3000 м, а также в эстафете.
В октябре 2021 года на Кубке мира сезона 2021/2022 в Пекине Галиахметов впервые занял 2-е место на дистанции 1500 м, уступив только российскому спортсмену Семёну Елистратову и стал первым шорт-трекистом, представляющим Казахстан, который выиграл медаль на дистанции 1500 м на этапе Кубка мира.
В феврале 2022 года Галиахметов принял участие на зимних Олимпийских играх в Пекине. На дистанции 1000 метров Галиахметов не смог пройти в четвертьфинал, заняв третье место в четвёртом забеге. 9 февраля прошли соревнования на дистанции 1500 метров. Адиль квалифицировался в финал соревнований и занял там восьмое место со временем 2:11.584. На дистанции 500 метров 11 февраля он занял второе место во втором забеге, 13 февраля — пятое место в первом четвертьфинале, что не позволило выйти в полуфинал.

## Личная жизнь
Адиль в свободное время общается с друзьями и близкими. Также ему нравится заниматься саморазвитием, поэтому посвящает время чтению книг. Чаще всего это спортивная психология, или полезные книги, развивающие определенные навыки. Ещё увлекается рыбалкой, это его хобби.

## Внешние ссылки
- — профиль на сайте Международного союза конькобежцев (англ.)
- Профиль на olympic.kz
- профиль на eurosport.com
- Статистика на the-sports.org